# Ryszard Wodzisławski
Ryszard Wodzisławski (ur. 7 czerwca 1949) – polski działacz państwowy i samorządowy, nauczyciel, w latach 1988–1990 przewodniczący Prezydium WRN w Elblągu.

## Życiorys
Z zawodu nauczyciel, przepracował w tym zawodzie około 30 lat. Działał w Zjednoczonym Stronnictwie Ludowym, w latach 80. był sekretarzem Wojewódzkiego Komitetu ZSL. Od 1988 do 1990 zajmował stanowisko przewodniczącego Prezydium Wojewódzkiej Rady Narodowej w Elblągu. Został członkiem Głównej Komisji Rewizyjnej PSL „Odrodzenie”, następnie wstąpił do Polskiego Stronnictwa Ludowego. W latach 1994–1998 był wicekuratorem oświaty w województwie elbląskim, następnie podjął pracę w Wojewódzkim Ośrodku Metodycznym w Elblągu (od 1 stycznia 1999 r. jako Warmińsko-Mazurskim Ośrodku Doskonalenia Nauczycieli w Elblągu). Od 2001 był jego wicedyrektorem, a w 2007 objął stanowisko dyrektora. W 2014 kandydował do rady miejskiej Elbląga z listy KWW Witolda Wróblewskiego.